# Transdev
Transdev — французская компания, оператор городского, пригородного и междугороднего транспорта. Работает в 19 странах, в основном в Западной Европе и США. Штаб-квартира расположена в Исси-ле-Мулино (пригород Парижа).

## История
Основным предшественником является Société centrale pour l'équipement du territoire (SCET, «Центральное общество территориального снабжения»), учреждённое в 1954 году в составе государственной инвестиционной группы Caisse des Dépôts et Consignations (CDC); первоначально оно занималось планированием развития регионов Франции. Со временем одним из направлений деятельности SCET стало управление городским и междугородним транспортом. В 1987 году эта деятельность была выделена в дочернюю компанию TRANSCET. В 1988 году CDC поглотила оператора междугородних автобусов PROGECAR. В 1990 году TRANSCET и PROGECAR были объединены под названием Transdev.
В 1997 году было сделано первое зарубежное приобретение — оператор автобусного транспорта Лондона London United Busways. В следующем году Transdev вошла в состав консорциума по строительству и эксплуатации метрополитена Порту. В 1999 году была получена концессия на обслуживание трамвайной сети Мельбурна Yarra Trams. В 2007 году были поглощены французская Groupe Connexxion и канадская компания Limocar, а также получена концессия на эксплуатацию трамвая на Тенерифе.
В 2009 году Veolia Environnement объявила о намерении избавится от своего транспортного подразделения Veolia Transport, в том же году оно было объединено с Transdev в совместное предприятие Veolia Transdev, которым владели равными долями Veolia Environnement и CDC. В 2011 году CDC уваличила свою долю до 60 %, в 2013 году компания снова начала называться Transdev.
В 2018 году Veolia продала оставшиеся 30 % акций немецкой частной компании Rethmann.
В марте 2023 года было завершено поглощение транспортной компании First Transit; она базировалась в Цинциннати (штат Огайо, США), кроме США работала в Канаде, Панаме, Коста-Рике и Индии.

## Собственники и руководство
По состоянию на 2023 год у компании было два акционера: французская государственная инвестиционная группа Caisse des Dépôts et Consignations (66 %) и немецкая частная компания Rethmann (34 %).
Тьерри Малле (Thierry Mallet, род. 4 сентября 1960 года) — председатель совета директоров и генеральный директор с сентября 2016 года, ранее работал в министерстве общественных работ (1987—1990), Compagnie générale des eaux (1990—2002) и Suez (2002—2016).

## Деятельность
Выручка компании за 2023 год составила 9,33 млрд евро, её распределение по странам: Франция — 29 %, США — 25 %, Германия — 15 %, Нидерланды — 8 %, Швеция — 6 %, Австралия и Океания — 5 %, Канада — 3 %, Чехия и Словакия — 2 %, Великобритания — 2 %, Португалия — 1 %, Ирландия — 1 %, Чили — 1 %, другие страны — 1 %. В компании работало 95,1 тыс. человек, из них 29,6 тыс. в США и 28,8 тыс. во Франции.
Подразделения по состоянию на 2023 год:
- городской транспорт — городские автобусы, метрополитен, трамвай; 52 % выручки;
- междугородний транспорт — пригородные и междугородние автобусы, туристические и заказные автобусы; 26 % выручки;
- железные дороги — управление частными железнодорожными линиями; 12 % выручки;
- лёгкий транспорт — машины скорой помощи, такси, автобусы-шаттлы; 5 % выручки;
- морской транспорт — паромы, 2 % выручки;
- другое — обслуживание железнодорожной инфраструктуры, грузовые перевозки воздушным и автомобильным транспортом, другая деятельность; 3 % выручки.